# Aeroportul Shahid Asyaee
Aeroportul Shahid Asyaee (IATA: QMJ, ICAO: OIAI) este un aeroport din ID-ul „Qnil” introdus nu este recunoscut de sistem. Utilizați un ID de entitate valid..
aeroportul dispune de o singură pistă.